# Phoenix Wright: Ace Attorney – Spirit of Justice
Phoenix Wright: Ace Attorney – Spirit of Justice (яп. 逆転裁判 6 Гякутэн Сайбан 6,  букв. «Переворотный суд 6») — компьютерная игра в жанре визуальной новеллы, разработанная и изданная японской компанией Capcom в 2016 году. Phoenix Wright: Ace Attorney – Spirit of Justice входит в состав серии игр Ace Attorney и является шестой, без учёта спин-оффов, игрой серии. Главным отличием её от своей предшественницы — Phoenix Wright: Ace Attorney – Dual Destinies — стало появление второго места действия: кроме Лос-Анджелеса события разворачиваются в небольшом вымышленном дальневосточном государстве, носящем название Королевство Кураин (англ. Kingdom of Khura'in). В судебной системе королевства действует делающий работу адвоката смертельной «Закон об ответственности защиты» (англ. Defence Culpability Act), а судьбы обвинённых решаются при помощи спиритических сеансов, названных «Сеансами прорицания» (англ. Divination Seances). Они и революционное движение «Непокорных драконов» (англ. Defiant Dragons) играют важную роль в сюжете игры. В игре есть пять эпизодов, которые представляют собой истории о пяти убийствах. Протагонистам — Фениксу Райту, Аполло Джастису и Афине Сайкс — предстоит защитить невиновного клиента в суде и попутно раскрыть преступление, в котором он обвиняется.

## Разработка
Продюсером игры стал Мотохидэ Эсиро, а руководителями — Такэси Ямадзаки и Такуро Фусэ, притом Ямадзаки отвечал за сценарий, а Фусэ — за графическую составляющую игры. Композитором выступил Нориюки Ивадарэ, до этого уже работавший над саундтреками игр серии Ace Attorney. Отдельные мелодии создал Тосихико Хорияма — один из композиторов Apollo Justice: Ace Attorney.
Capcom впервые заявили об игре публично в декабре 2013 года, когда команда только начинала работать над игрой в полную мощь и только придумывала идеи для сюжета. Ко времени анонса игры в сентябре 2015 года разработка была завершена на 30 %, а к концу года — практически полностью.
После завершения работ над Dual Destinies Ямадзаки хотел покинуть команду разработки Ace Attorney, но Эсиро переубедил его, показав отношение и энтузиазм фанатов на мероприятиях по типу San Diego Comic-Con. Чтобы облегчить работу Ямадзаки, на место ко-директора был назначен Фусэ.

### Сценарий
Группу сценаристов Spirit of Justice возглавлял Ямадзаки: он вместе с коллегами придумывал новые идеи, которые выглядели бы свежо, но при этом не выбивались из атмосферы серии. В частности, они пришли к теме «судебной революции», ставшей главной сюжетной линией игры. После того как они определились с общей темой игры, началась проработка сюжета каждого из эпизодов. За каждый из них отвечал отдельный сценарист. Все идеи обсуждались с Ямадзаки.
Сценаристы решили сфокусироваться на мире игры больше, чем в предыдущей части. У них создавалось ощущение того, что Фениксу Райту не найдётся равного оппонента в Америке, так что они отправили его за границу, чтобы привнести что-нибудь необычное в сюжет. Также больше внимания уделили Аполло Джастису, что стало возможным именно благодаря добавлению нового места действия.

## Сюжет
Сюжет игры поделён на пять эпизодов (без учёта DLC-дела), каждый из которых представляет собой отдельную историю об убийстве, связанную с главной сюжетной канвой. Единственным исключением вышло четвёртое дело: оно абсолютно не связано с основным сюжетом игры.
1. The Foreign Turnabout (яп. 逆転の異邦人, букв. «Заграничный поворот») — вводное дело, которое проводит экскурс по основным понятиям и механикам игры: игрок знакомится с Королевством Кураин, Сеансами прорицания и Прозрениями (англ. Insights).
2. The Magical Turnabout (яп. 逆転マジックショ, букв. «Магический поворот») — происходит в Америке. Во время магического представления Трюси Райт был найден труп одного из её коллег. Трюси обвиняют в его убийстве.
3. The Rite of Turnabout (яп. 逆転の儀式 , букв. «Ритуальный поворот») — в данном деле происходит возвращение Майи Фей, которая не появлялась в играх серии начиная с Trials and Tribulations. Один из традиционных кураинских обрядов был омрачён убийством монаха, который следил за его проведением. Так как Майя соответствовала облику убийцы и тогда находилась на месте преступления, её обвинили в этом злодеянии.
4. Turnabout Storyteller (яп. 逆転寄席, букв. «Поворот рассказчика») — дело об убийстве рассказчика театра ракуго. Интересно тем, что никак не связано с остальными делами в сюжетном плане. Также в нём появляется прокурор Саймон Блэкуилл — одна из ключевых фигур сюжета пятой части.
5. Turnabout Revolution (яп. 逆転の大革命, букв. «Революционный поворот») — поделён на две стадии. В первой, происходящей в Америке, повествуется о гражданском суде между Аполло Джастисом и Афиной Сайкс с одной стороны и Фениксом Райтом с другой. Во второй части игрока переносят в Кураин, где произошло убийство местного министра юстиции.

## Геймплей
Общий геймплей довольно схож с Dual Destinies и типичен для всей серии Ace Attorney. Каждый эпизод игры условно поделён на две части: расследование и судебное заседание, притом судебное разбирательство есть во всех делах, а этап расследования отсутствует в первом и четвёртом эпизодах. Во время расследования игрок собирает улики и различные сведения о деле, которые помогут ему в суде. В этом ему помогают некоторые персонажи. Например, бывший детектив, а теперь научный специалист Эма Скай вносит в процесс расследования такие механики, как снятие отпечатков пальцев и поиск пятен крови с помощью распыления люминоловой жидкости.
Вторая часть игры — суд, в котором игроку, используя собранные данные, предстоит защитить своего клиента. Основной механикой во время суда является перекрёстный допрос: игрок ищет противоречия между показаниями свидетеля и имеющимися уликами. В Spirit of Justice были добавлены Сеансы прорицания, которые стали ещё одной механикой, используемой во время судебного процесса. Сеансы прорицания показывают последние минуты жизни жертвы, а также то, что она чувствовала в этот момент. Вся эта информация интерпретируется Райфой Падмой Кураин — принцессой Королевства Кураин — в виде Прозрений. Цель игрока — найти противоречие между видением Сеанса и трактовкой Прозрений.

## Критика
| Сводный рейтинг       | Сводный рейтинг |
| Агрегатор             | Оценка          |
| --------------------- | --------------- |
| GameRankings          | 81,88 %         |
| Metacritic            | 81/100          |
| Иноязычные издания    |                 |
| Издание               | Оценка          |
| Famitsu               | 34/40           |
| IGN                   | 6,5/10          |
| Adventure Gamers      | [ 9 ]           |
| Русскоязычные издания |                 |
| Издание               | Оценка          |
| «Игромания»           | 7,5/10          |

Игра получила в основном положительные отзывы критиков: на сайте Metacritic у неё стоит 81 балл из 100. Паскаль Текаия из Adventure Gamers сказал следующее: «В Spirit of Justice сложно найти слабое место. Значительно улучшив повествование и разнообразив уже знакомые геймплейные элементы, разработчики игры дали „второй трилогии“ — и на данный момент серии — более чем достойное завершение». Также Текаия подмечает графическую составляющую, называя её «яркой и детализированной». Однако IGN поставили игре лишь 6,5 балла из 10, назвав расследования «охотой за пикселями», механику Сеансов прорицания — «интересной, но замутнённой», а насчёт Phoenix Wright: Ace Attorney – Spirit of Justice в целом заключив, что «в игре достаточно живых диалогов и глупых моментов, но излишний мистицизм, общая раздутость и недостаток нововведений делают её не очень значимой в серии о Фениксе Райте в целом».